# Tonkafest
Tonkafest hrvatski je festival kršćanske duhovne glazbe koji se svake godine održava u Ogulinu.

## Povijest
Festival je utemeljen 2007. godine, a organizira ga Udruga Oda prijateljstvu. Humanitarne je naravi. Prihodi od ulaznica i priloga odlaze za nabave za pomoć oboljeloj djeci na području grada Ogulina. Cilj festivala je "održati trajno sjećanje na mladu djevojku Antoniju Turković, punu kršćanskoga milosrđa kojoj teška bolest do posljednih trenutaka nije oduzela optimizam, što je i pretočila u zbirku svoje poezije »Oda životu«".

## Dosadašnji festivali i prvonagrađeni
Nepotpuni popis:
2. Tonkafest (2008.)
Nagrade stručnoga ocjenjivačkoga suda:
1. nagrada: VIS "Ben Hur" (Rijeka): "Hvala ti"
2. nagrada: Mariji Jaramazović (Subotica): "Marija iz Magdale"
3. nagrada: Davor Terzić i kvartet Stepinac: "Živo vrelo"
Nagrade publike:
1. nagrada: Marija Jaramazović (Subotica): "Marija iz Magdale"
2. nagrada: VIS "Karmel" (Remete): "A onda..."
3. nagrada: VIS "Riječ" (Split): "Bog"
11. Tonkafest (2017.)
Jedanaesti Tonkafest održan je 28. svibnja 2017. godine. Pobjednik festivala je fra Miroslav Petrac s pjesmom Milosrđu Tvome.
12. Tonkafest (2018.)
Dvanaesti Tonkafest održan je 13. svibnja 2018. godine.
Nagrada stručnoga ocjenjivačkog suda: VIS Leopold (Šibenik), Nema veće ljubavi
Nagrada publike: Antonio Tkalec, Spasi nas
13. Tonkafest (2019.)
Trinaesti Tonkafest održan je 19. svibnja 2019. godine.
Nagrada stručnoga ocjenjivačkog suda: Antonio Tkalec
Nagrada publike: Antonela Rosandić i tamburaši KUD-a Tamburica i Drežnik

## Vanjske poveznice
Mrežna mjesta
- Tonkafest, službeno mrežno mjesto
- Udruga Oda prijateljstvu, službeno mrežno mjesto